# Týdeník Rozhlas
Týdeník Rozhlas bylo periodikum, obsahující program vysílání stanic Českého (dříve Československého) rozhlasu. Vycházel mezi lety 1923 až 2022.

## Historie
Jeho první číslo vyšlo v září roku 1923, tři měsíce po zahájení pravidelného rozhlasového vysílání na území Československa (18. května 1923). Tehdy se jmenoval „Radio-Journal“ (dle jiných zdrojů zápis v podobě „Radio-journal“) a vycházel jako měsíčník. Za dva roky (1925) se jeho periodicita zvýšila na týdeník. Jeho prvním šéfredaktorem byl Miloš Čtrnáctý, jenž zastával funkci programového ředitele rozhlasu. S jedinou přestávkou během  druhé světové války (v letech 1941 až 1945) vycházel nepřetržitě až do roku 2022.
Od roku 1990 byl jeho vydavatelem Český rozhlas, jenž periodikum vydával pod svou dceřinou společností Radioservis. Od 12. října 1998 mělo vydání barevnou obálku a v roce 2006 se změnilo logo Týdeníku. Od 1. října 2007 se změnila jeho podoba z novinového papíru na celobarevný magazín ve formátu A4 tištěný na lesklém papíře.
Týdeník pravidelně vyhlašoval anketu Neviditelný herec hledající nejoblíbenější rozhlasové herce a herečky.
Vydávání časopisu bylo ukončeno k červnu 2022, kdy vyšlo poslední číslo.